# 忠义镇 (安岳县)
忠义乡，是中华人民共和国四川省资阳市安岳县下辖的一个乡镇级行政单位。

## 行政区划
忠义乡下辖以下地区：
红岩村、石碑村、黄连村、八方村、攀角村、铁龙村、化佛村、厅房村、石桅村、伍堡村、纸马村、竹田村、关口村、大藤村、坛罐村和山观村。